# Robert E. Lerner
Robert Earl Lerner  (* 8. Februar 1940 in New York City) ist ein US-amerikanischer Historiker und emeritierter Professor für mittelalterliche Geschichte an der Northwestern University.
Lerner studierte an der University of Chicago (B.A.) und promovierte 1964 bei Joseph R. Strayer an der Princeton University.
Lerners Hauptforschungsgebiete umfassen mittelalterliche Häresien, Apokalyptik und Millenarismus. Außerdem hat er sich mit einer Reihe von Themen der mittelalterlichen Religions- und Geistesgeschichte auseinandergesetzt. Seine Hauptwerke sind Heresy of the Free Spirit in the Later Middle Ages (1972), The Powers of Prophecy (1983) und The Feast of Saint Abraham (2001). Auf Deutsch sind unter anderem erschienen: Weissagungen über die Päpste (1985) und Neue Richtungen in der hoch- und spätmittelalterlichen Bibelexegese (1996).
Zu den häufig zitierten Beiträgen Lerners gehört „Refreshment of the Saints“ (1976) und „Ecstatic Dissent“ (1992). Außerdem war er Mitautor eines in mehrere Sprachen übersetzten Lehrbuchs über die Westliche Zivilisation.
Lerner ist Mitglied der Medieval Academy of America und der American Academy in Rome. Er ist ausgezeichnet worden von der Guggenheim Foundation, dem Institute for Advanced Study in Princeton, dem Historischen Kolleg in München und dem Woodrow Wilson International Center for Scholars in Washington, D.C. Im Jahr 1996 wurde er mit dem Max-Planck-Forschungspreis geehrt.
Lerner war Gastprofessor an vielen amerikanischen und europäischen Hochschulen, unter anderen an der École des Hautes Études en Sciences Sociales in Paris, der Freien Universität Berlin sowie den Universitäten von Oxford, Heidelberg, und Florenz. Er ist aktives Redaktionsmitglied einer Reihe historischer Zeitschriften.
Lerner veröffentlichte 2017 eine Biographie über den Mittelalterhistoriker Ernst Kantorowicz und arbeitet seither an einer Quellenedition aus der Zeit des Abendländischen Schismas.
Lerner ist verheiratet, hat zwei Kinder und lebt in Evanston im US-Bundesstaat Illinois.

## Hauptwerke
- The Heresy of the Free Spirit in the Later Middle Ages. Berkeley: University of California Press, 1972. Revised edition: Notre Dame, Ind.:  University of Notre Dame Press, 1991.
- Als Mitautor: Western Civilizations: Their History and Their Culture. New York, N.Y.: W.W. Norton & Company, 1980, 1984, 1988, 1993, 1998.
- The Powers of Prophecy:  The Cedar of Lebanon Vision from the Mongol Onslaught to the Dawn of the Enlightenment. Berkeley: University of California Press, 1983. Neuauflage: Ithaca, N.Y.: Cornell University Press, 2009.
- Mit Robert Moynihan: Weissagungen über die Päpste. Belser Verlag, Stuttgart 1985.
- Mit C. Morerod-Fattebert: Johannes de Rupescissa, Liber secretorum eventuum: Edition critique, traduction et introduction historique, Fribourg, Schweiz: Editions Universitaires 1994.
- Refrigerio dei santi. Viella, Rom 1995.
- Himmelsvision oder Sinnendelirium? Franziskaner und Professoren als Traumdeuter im Paris des 13. Jahrhunderts (= Schriften des Historischen Kollegs. Vorträge. Band 39). Stiftung Historisches Kolleg, München 1995 (Digitalisat).
- Neue Richtungen in der hoch- und spätmittelalterlichen Bibelexegese (= Schriften des Historischen Kollegs. Kolloquien 32). München 1996, XII, 191 S. (Digitalisat)
- Als Herausgeber: Neue Richtungen in der hoch- und spätmittelalterlichen Bibelexegese. Oldenbourg Verlag, München 1996.
- The Feast of Saint Abraham: The Joachite Millennium and the Jews. Philadelphia: University of Pennsylvania Press, 2001. Italienische Übersetzung: La festa di sant’Abramo (Viella, Rom 2002).
- Scrutare il futuro: L’eredità di Gioacchino da Fiore alla fine del Medioevo. Viella, Rom 2008.
- Ernst Kantorowicz. A Life. Princeton: Princeton University Press, 2017.
  - deutsche Ausgabe: Ernst Kantorowicz. Eine Biographie. Verlag Klett-Cotta, Stuttgart 2020, ISBN 978-3-608-96199-7.